# بلين غندش باقر
بَلين غُنْدَشْ باقر (بالتركية: Pelin Gündeş Bakır)‏, (ولدت: 13 مارس 1972، قاضي كوي في إسطنبول، تركيا) مهندسة مدنية وسياسية تركية. ونائب سابق في البرلمان التركي في دورته (24) ممثلة عن حزب العدالة والتنمية.